# Kabbāldurga
Kabbāldurga är ett berg i Indien.   Det ligger i distriktet Ramanagara och delstaten Karnataka, i den södra delen av landet, 1 800 km söder om huvudstaden New Delhi. Toppen på Kabbāldurga är 1 056 meter över havet.
Terrängen runt Kabbāldurga är platt österut, men västerut är den kuperad. Runt Kabbāldurga är det tätbefolkat, med 266 invånare per kvadratkilometer. Närmaste större samhälle är Kanakapura, 14,7 km öster om Kabbāldurga. Omgivningarna runt Kabbāldurga är en mosaik av jordbruksmark och naturlig växtlighet.